# Lelkowiec jamajski
Lelkowiec jamajski (Siphonorhis americana) – gatunek średniej wielkości ptaka z rodziny lelkowatych (Caprimulgidae). Występował na Jamajce. W 1860 r. miała miejsce ostatnia pewna obserwacja; być może gatunek wymarł.

## Taksonomia

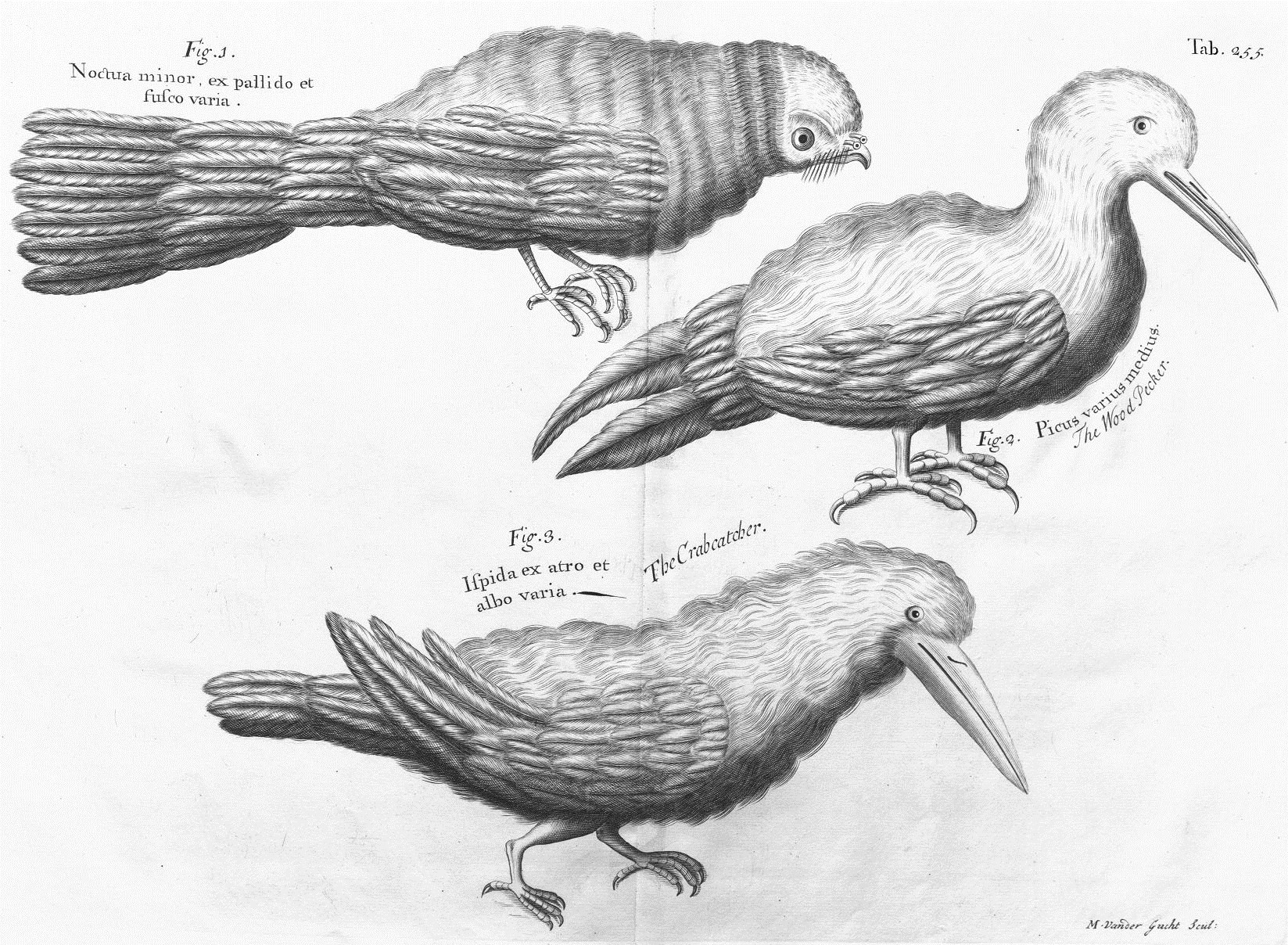
Rycina z 1725. Lelkowiec jamajski na górze

Po raz pierwszy zgodnie z zasadami nazewnictwa binominalnego gatunek ten opisał Karol Linneusz w 1758 w 10. edycji Systema Naturae. Nadał mu nazwę Caprimulgus americanus. Wcześniej, w 1725 r., lelkowca jamajskiego opisał Hans Sloane. Opis Linneusza powstał na bazie informacji dostarczonych przez Sloane’a. O rękopis Sloane’a opierała się również charakterystyka gatunku sporządzona po łacinie przez Johna Raya w 1713. Obecnie (2020) Międzynarodowy Komitet Ornitologiczny umieszcza lelkowca jamajskiego w rodzaju Siphonorhis. Bywał uznawany za jeden gatunek wraz z lelkowcem mniejszym (Siphonorhis brewsteri). W 2017 istniały 4 spreparowane okazy. Przechowywane były w muzeach w Tring i Nowym Jorku. Znane były szczątki subfosylne, przechowywane wówczas w muzeum na Florydzie. Choć wspominano w literaturze o pięciu okazach, w muzeach zlokalizowano cztery z nich.

## Morfologia
Długość ciała wynosi 23–25 cm. Dymorfizm płciowy u lelkowców jamajskich jest niedokładnie poznany ze względu na błędne oznaczenia na etykietach okazów muzealnych. Dorosłe samce mają upierzenie rdzawobrązowe, szaro i ciemnobrązowo upstrzone i paskowane. Barkówki wyróżniają się intensywnym ciemnym nakrapianiem, a po bokach – białym paskowaniem. Pokrywy skrzydłowe przed końcem mają płową plamkę. Lotki są ciemnobrązowe, ozdobione nieregularnym rdzawym paskowaniem, jaśniejszym na chorągiewkach zewnętrznych. Sterówki rdzawe, matowe, ciemnobrązowo paskowane. Występują: ciemnobrązowy pasek przedkońcowy i biały pasek końcowy. Gardło i pierś ciemnobrązowe, gardło dodatkowo biało przepasane. W niższej części piersi dostrzec można białe plamy i paski. Brzuch płowy z brązowymi paskami. Samice, być może osobniki młode, są jaśniejsze, z bardziej matową białą plamą na gardle i płowym paskiem końcowym na ogonie.

## Zasięg, ekologia i zachowanie
Lelkowce jamajskie są endemitami Jamajki. Wszystkie cztery okazy pozyskano we wschodniej części wyspy. Sloane wspomina, że lelkowce jamajskie miały występować wraz z poprzednimi w chronologii książki ptakami, które zasiedlały lasy. Dokładne wymagania środowiskowe tych ptaków nie są znane. Być może występowały w lasach rosnących na wapiennym podłożu, w półpustynnych zadrzewieniach lub na otwartych przestrzeniach; w takim środowisku pozyskano znane okazy. Według Sloane′a w żołądku jednego z lelkowców znajdowały się chrząszcze, a ogółem ptaki te żywiły się owadami.

## Status i zagrożenia
IUCN uznaje lelkowca jamajskiego za gatunek krytycznie zagrożony wyginięciem (CR, Critically Endangered) nieprzerwanie od 1994 (stan w 2021). BirdLife International określa gatunek jako prawdopodobnie wymarły. Ostatni okaz pozyskano w listopadzie 1860. Prawdopodobnie lelkowce jamajskie zawsze były rzadkie, jako że Gosse w 1847 ani żaden z jego korespondentów w latach 30. XIX wieku nie byli w stanie zlokalizować tych ptaków. Najprawdopodobniej do wymarcia przyczyniły się zawleczone na wyspę szczury. Mangusty wprowadzono na Jamajkę w 1872, po ostatnim pewnym stwierdzeniu. W drugiej dekadzie XXI wieku około ¾ pierwotnych lasów na wyspie było wyciętych. Ze względu na nieznane wymagania środowiskowe trudno jest jednak oszacować wpływ niszczenia środowiska na lelkowce. Pod koniec XX wieku pojawiły się doniesienia o obserwacji nieokreślonych lelkowatych w dwóch miejscach na wyspie. Opis nie pasował do żadnego znanego współcześnie z Jamajki lelkowatego, stąd klasyfikacja gatunku jako krytycznie zagrożonego, nie wymarłego.